# Nordborneo-Disput

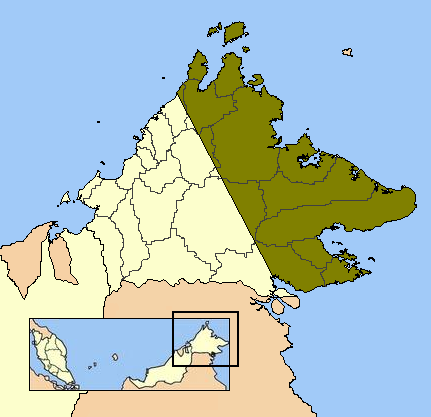
Das Territorium in den Grenzen von 1878 – vom Sungai Pandassan an der Nordwestküste bis zum Sungai Sibuko im Süden.

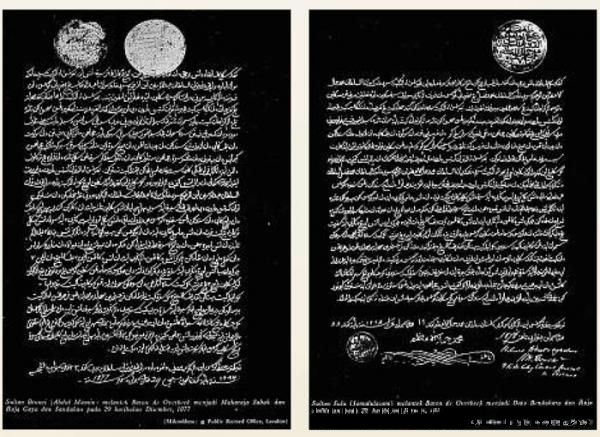
(Links) Das erste Abkommen vom 29. Dezember 1877 mit der Unterschrift von Abdul Momin, Sultan von Brunei, in dem er Baron von Overbeck zum Maharaja von Sabah, Rajah von Gaya und Sandakan ernennt.
(Rechts) Das zweite Abkommen vom 22. Januar 1878, unterzeichnet von Sultan Jamalalulazam von Sulu, in dem dieser Baron von Overbeck zum Dato Bendahara und Raja von Sandakan ernennt.

Der Nordborneo-Disput (auch Sabah-Disput) bezeichnet den Territorialstreit zwischen Malaysia und den Philippinen über einen Großteil des östlichen Teils von Sabah. Sabah firmierte vor seinem Beitritt zur Föderation Malaya als „Nordborneo“. Die Philippinen ihrerseits sehen sich als Nachfolgestaat des Sultanats von Sulu und pochen auf einen „ruhenden Anspruch“ auf Sabah mit der Begründung, dass das Territorium 1878 lediglich an die North Borneo Chartered Company verpachtet worden sei, während die Hoheitsrechte des Sultanats (und damit die der Philippinen) über das Gebiet niemals aufgegeben wurden. Demgegenüber betrachtet Malaysia diesen Disput als „nichtige Angelegenheit“, da es das Abkommen aus dem Jahre 1878 als Abtretung interpretiert und darauf verweist, dass die Einwohner von Sabah ihr Recht auf Selbstbestimmung ausgeübt hatten, als sie 1963 für den Beitritt Sabahs zur Föderation Malaya votierten.

## Abkommen aus dem Jahr 1878
Am 22. Januar 1878 unterzeichneten das Sultanat von Sulu und das britische Handelssyndikat unter Alfred Dent und Baron von Overbeck ein Abkommen, das festlegte, dass Britisch-Nordborneo für eine jährliche Summe von 5.000 Straits-Dollar an das britische Syndikat abgetreten oder verpachtet wurde – je nachdem, welche Übersetzung man für das in Jawi abgefasste Dokument anwandte.
| Britische Lesart der Jawi-Fassung: | Philippinische Lesart der Jawi-Fassung: |
| ... hereby grant and cede of our own free and sovereign will to Gustavus Baron de Overbeck of Hong Kong and Alfred Dent Esquire of London...and assigns for ever and in perpetuity all the rights and powers belonging to us over all the territories and lands being tritutary to us on the mainland of the island of Borneo commencing from the Pandassan River on the north-west coast and extending along the whole east coast as far as the Sibuco River in the south and comprising amongst other the States of Paitan, Sugut, Bangaya, Labuk, Sandakan, Kina Batangan, Mumiang, and all the other territories and states to the southward thereof bordering on Darvel Bay and as far as the Sibuco river with all the islands within three marine leagues of the coast. | ...do hereby lease of our own freewill and satisfaction to...all the territories and lands being tributary to [us] together with their heirs, associates, successors and assigns forever and until the end of time, all rights and powers which we possess over all territories and lands tributary to us on the mainland of the Island of Borneo, commencing from the Pandassan River on the west coast to Maludu Bay, and extending along the whole east coast as far as Sibuco River on the south,..., and all the other territories and states to the southward thereof bordering on Darvel Bay and as far as the Sibuco River … [9 nautical miles] of the coast. |

Das Schlüsselwort der in Jawi abgefassten Fassung der Übereinkunft lautet padjak, ein malaiischer Ausdruck, der sowohl von spanischen Linguisten im Jahr 1878 als auch von den amerikanischen Anthropologen H. Otley Beyer und Harold Conklin im Jahr 1946 als arrendamiento bzw. lease übersetzt wurde. Die Briten wiederum berufen sich auf die Interpretation der Historikers Najeeb Mitry Saleeby von 1908 sowie William George Maxwell und William Summer Gibson von 1924, die den Ausdruck als grant and cede (Übertragung der Rechte und Abtretung) übersetzen. Man kann jedoch auch argumentieren, dass die zeitgenössische Bedeutung von padjak auf Sulu „Verpfändung“ oder „verpfänden“ oder sogar „Großverkauf“ bedeutet.
Am 22. April 1903 unterzeichnete Sultan Jamalul Kiram ein Dokument mit dem Titel "Confirmation of cession of certain islands", in der er die Rechte an weiteren Inseln in der Nähe des Festlandes von Nordborneo zwischen Pulau Banggi und der Sibuku Bay an die North Borneo Chartered Company abtrat.
Die Bestätigungsurkunde von 1903 vereinbart zwischen den beiden Parteien, dass die darin genannten Inseln in das Abkommen vom 22. Januar 1878 aufgenommen werden. Zusätzlich werden dadurch jährlich weiter 300 Dollar an Abtretungsgeldern fällig, die sich für die bisherige Nutzung auf 3.200 Dollar summieren. Die bisherige Summe von 5.000 Dollar erhöhte sich damit auf die jährliche Summe von 5.300 Dollar.
Die Malaysische Botschaft auf den Philippinen überreicht jährlich einen Scheck in Höhe von 5,300 Ringgit (1710 US-Dollar oder etwa 77,000 Philippinische Peso) an den Rechtsbeistand der Erben des Sultan von Sulu. Malaysia betrachtet die Summe als die jährliche Abgabe für die Abtretung des Landes während die Nachkommen des Sultans sie als „Pachtzins“ betrachten.
Der bereits erwähnte Anspruch von Sulu beruht auf dem von Sultan Jamalalulayam von Sulu unterzeichneten Abkommen, das Baron von Overbeck am 22. Januar 1878 zum Dato Bendahara und Raja von Sandakan erhob. Allerdings gibt es ein anderes Abkommen, das zuvor von Sultan Abdul Momin of Brunei unterzeichnet wurde und das Baron von Overbeck zum Maharaja von Sabah, Rajah von Gaya und Sandakan ernannte und vom 29. Dezember 1877 datierte und ihm die Rechte an den Territorien von Paitan bis zum Sungai Sibuko übertrug, die sich mit dem Anspruch des Sultanats Sulu überschneiden. 1877 vertrat das Sultanat Brunei auch nach außen die Ansicht, dass dieses Territorium sich noch unter der Kontrolle des Sultanats Brunei befand.

## Protokoll von Madrid
Wie vom Internationalen Gerichtshof in Den Haag unwidersprochen bestätigt, verzichtete der Sultan von Sulu in der von ihm und Spanien am 22. Juli 1878 in Jolo unterzeichneten Friedens- und Kapitulationsurkunde auf sämtliche Hoheitsrechte in seinen Besitztümern zugunsten von Spanien.
Im Jahr 1885 unterzeichneten Groẞbritannien, Deutschland und Spanien das Protokoll von Madrid, das die Hoheitsrechte Spaniens über die Philippinen festschrieb. Im selben Abkommen verzichtete Spanien zugunsten von Groẞbritannien auf alle Ansprüche auf Nordborneo, die in der Vergangenheit dem Sultanat zuzurechnen waren:

„The Spanish Government renounces, as far as regards the British Government, all claims of sovereignty over the territories of the continent of Borneo, which belong, or which have belonged in the past to the Sultan of Sulu (Jolo), and which comprise the neighbouring islands of Balambangan, Banguey, and Malawali, as well as all those comprised within a zone of three maritime leagues from the coast, and which form part of the territories administered by the Company styled the ‘British North Borneo Company’.“

„Die Spanische Regierung verzichtet, soweit es die Britische Regierung betrifft, auf alle Hoheitsansprüche über die Territorien auf Borneo, die dem Sultan von Sulu (Jolo) gehören oder in der Vergangenheit gehört haben und die die benachbarten Inseln Balambang, Banguey und Malawali einschliessen und die einen Teil des Gebiets bilden, das von der als ‚Britisch North Borneo Company‘ bezeichneten Gesellschaft verwaltet wurde.“

## Macaskie-Urteil von 1939
Jamalul Kiram II, Sultan von Sulu, starb kinderlos im Juni 1936. 1939 reichten Dayang Dayang Hadji Piandao und weitere acht Erben eine Zivilklage ein, die Ansprüche auf das als cession money bezeichnete Abtretungsgeldes betraf. C. F. C. Macaskie, Richter am Obersten Gerichtshof von Nordborneo, entschied in seinem Urteil über die jedem Kläger zustehenden Anteile.
Dieses Urteil wurde oft von Befürwortern des Anspruchs von Sulu als Beweis zitiert, dass Nordborneo die Besitzrechte des Sultans am umstrittenen Territorium bestätigt habe. Dabei berücksichtigen sie jedoch nicht, dass das Urteil lediglich der Klärung diente, wer ein Anrecht auf die jährlich 5.300 Malaysische Ringgit „Abtretungsgeld“ hat.

## Anspruch der Philippinen

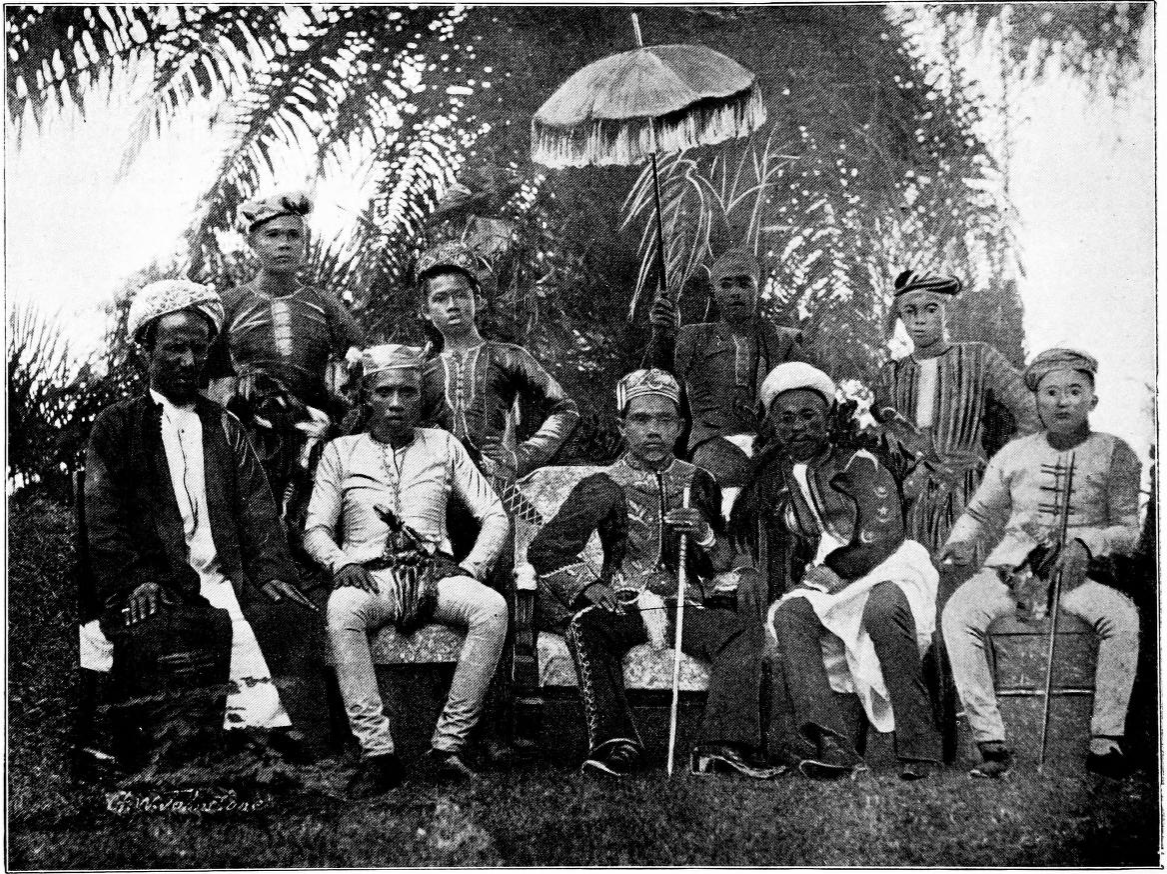
Sultan von Sulu mit Gefolgschaft

Das Sultanat von Sulu bekam die Rechte am nordöstlichen Teil des Territoriums als Belohnung für militärischen Beistand gegen die Feinde des Sultans von Brunei und von diesem Zeitpunkt an wurde dieser Teil von Borneo als Teil des Hoheitsgebietes von Sulu betrachtet.
Als Folge des Friedens- und Kapitulationsvertrages, den das Sultanat von Sulu in Jolo am 22. Juli 1878 unterzeichnete, verzichtete der Sultan von Sulu auf seine hoheitlichen Rechte über seine Besitztümer zugunsten Spaniens. 1885 verzichtete Spanien im Protokoll von Madrid auf seine Ansprüche in Borneo zugunsten des Vereinigten Königreichs Großbritannien und Irland.
Die Philippinen brachen die diplomatischen Beziehungen zu Malaysia nach dem Beitritt Sabahs in die Föderation ab, nahmen diese aber wahrscheinlich inoffiziell im Rahmen des Manila-Abkommens („Manila Accord“) wieder auf, als die Philippinen erklärten, ihre Position zur Aufnahme Nordborneos in die Föderation Malaysia wäre abhängig vom Ausgang der Ansprüche der Philippinen auf Nordborneo und die Bevollmächtigten von Indonesien und der Föderation Malaya bekräftigten, dass die Inklusion von Nordborneo in die vorgenannte Föderation „weder den Anspruch noch ein dem zugrunde liegendes Recht beeinträchtigen würden“.
Später wurde bekannt, dass Präsident Ferdinand Marcos 1968 eine Miliz aus 200 Muslimen von Sulu und Tawi-Tawi ausbilden ließ, die unter dem Decknamen Operation Merdeka nach Sabah eingeschleust werden sollte. Der Plan missglückte, als die Kämpfer erkannten, dass sie nicht nur andere Muslime, sondern möglicherweise auch ihre eigenen in Nordborneo lebenden Verwandten töten würden. Angeblich wurden daraufhin im sogenannten „Jabidah-Massaker“ alle Augenzeugen ermordet.
Die diplomatischen Verbindungen wurden 1989 wieder hergestellt, als die philippinische Regierung im Interesse enger wirtschaftlicher und sicherheitspolitischer Beziehungen zu Kuala Lumpur ihre Ansprüche in den Hintergrund stellte.
Das philippinische Gesetz Republic Act 5446, das am 18. September 1968 in Kraft trat, betrachtet Sabah als ein Territorium „über das die Republik der Philippinen Dominion und Souveränitat erlangt hat“. Am 16. Juli 2011 urteilte der Oberste Gerichtshof der Philippinen, dass der Anspruch der Philippinen über Sabah bewahrt sei und in der Zukunft weiterverfolgt werden könnte.
Bis zum heutigen Tag weist Malaysia die Forderung der Philippinen zurück, den Fall vor dem Internationalen Gerichtshof klären zu lassen. Sabah sieht die vom Führer der philippinischen Moro, Nur Misuari, vorgetragene Forderung, Sabah vor den Internationalen Gerichtshof zu bringen, als „nichtigen Anlass“ und verwarf die Forderung.

## Gründung von Malaysia
Vor der Gründung von Malaysia besuchten zwei Kommission Nordborneo und das benachbarte Sarawak, um die öffentliche Meinung über die Vereinigung mit Malaya und Singapur zu erkunden. Die Kommission hatte die Befugnis, der Bevölkerung von Sabah eine Zusage zur Selbstbestimmung zu geben, also z. B. ihren politischen Status zu bestimmen und die eigene ökonomische, soziale und kulturelle Entwicklung zu bestimmen. Die erste Kommission, die unter dem Namen Cobbold-Kommission bekannt ist, wurde von den Regierungen Malayas und Großbritannien eingesetzt und von Lord Cobbold angeführt. Zwei weitere Vertreter Malayas und der Briten standen ihm zur Seite, die allerdings nicht aus den betroffenen Gebieten stammten. Die Kommission befand, das „etwa ein Drittel der Bevölkerung jedes Territoriums (also Nordborneo und Sarawak) aufs stärkste eine möglichst frühe Realisierung von Malaysia ohne allzugrosse Rücksicht auf Bedingungen und Konditionen favorisieren. Ein weiteres Drittel, von denen die meisten dem Projekt Malaysia zugeneigt sind, fragt mit mehr oder minderem Nachdruck nach Bedingungen und Sicherheiten. Das letzte Drittel ist geteilter Meinung zwischen denjenigen, die auf einer eigenen Unabhängigkeit bestehen, bevor Malaysia in Erwägung gezogen wird und denjenigen die es deutlich lieber sähen, wenn die Britische Regierung noch einige weitere Jahre andauern würde“. Die Kommission veröffentlichte ihren Report am 1. August 1962 und machte einige Vorschläge. Anders als in Singapur wurde jedoch ein Referendum weder in Nordborneo noch in Sarawak durchgeführt.
Indonesien und die Philippinen wiesen die Ergebnisse der Cobbold-Kommission zurück. 1963 fand in Manila ein Treffen zwischen dem indonesischen Präsidenten Soekarno, dem philippinischen Präsidenten Diosdado Macapagal und dem malayischen Premierminister Tunku Abdul Rahman statt. Das Ergebnis dieses Zusammenkunft war ein unter dem Titel Manila-Abkommen bekanntes Dokument. Es legte fest, dass der Anschluss Nordborneos an die Malaiische Föderation weder den Anspruch noch ein damit zusammenhängendes Recht der Philippen auf das Territorium beeinträchtigen würde. Die drei Staatsoberhäupter einigten sich darauf, bei den Vereinten Nationen die Entsendung einer weiteren, von der UN geführten Kommission zu beantragen. Die Philippinen und Indonesien sollten ihre Einwände gegen die Gründung von Malaysia fallenlassen, falls die neue Kommission unter den betroffenen Einwohnern der Territorien ausreichend Zustimmung fände. Die UN-Mission nach Borneo fand unter Teilnahme der UN-Sekretariate von Argentinien, Brasilien, Ceylon, der Tschechoslowakei, Ghana, Pakistan, Japan und Jordanien statt. Der vom UN-Generalsekretär U Thant verfasste Missionsbericht befand, dass eine beträchtliche Mehrheit der Bevölkerung einen Anschluss an Malaysia befürwortete. Obwohl Indonesien und die Philippinen in der Folge die Ergebnisse des Reports ablehnten und Indonesien gegenüber Malaysia seine semi-militärische Politik der Konfrontasi verfolgte, besiegelte der UN-Report schlussendlich die Gründung von Malaysia.

## Resultierende Ereignisse

### Territorialkonflikt Pulau Ligitan und Pulau Sipadan

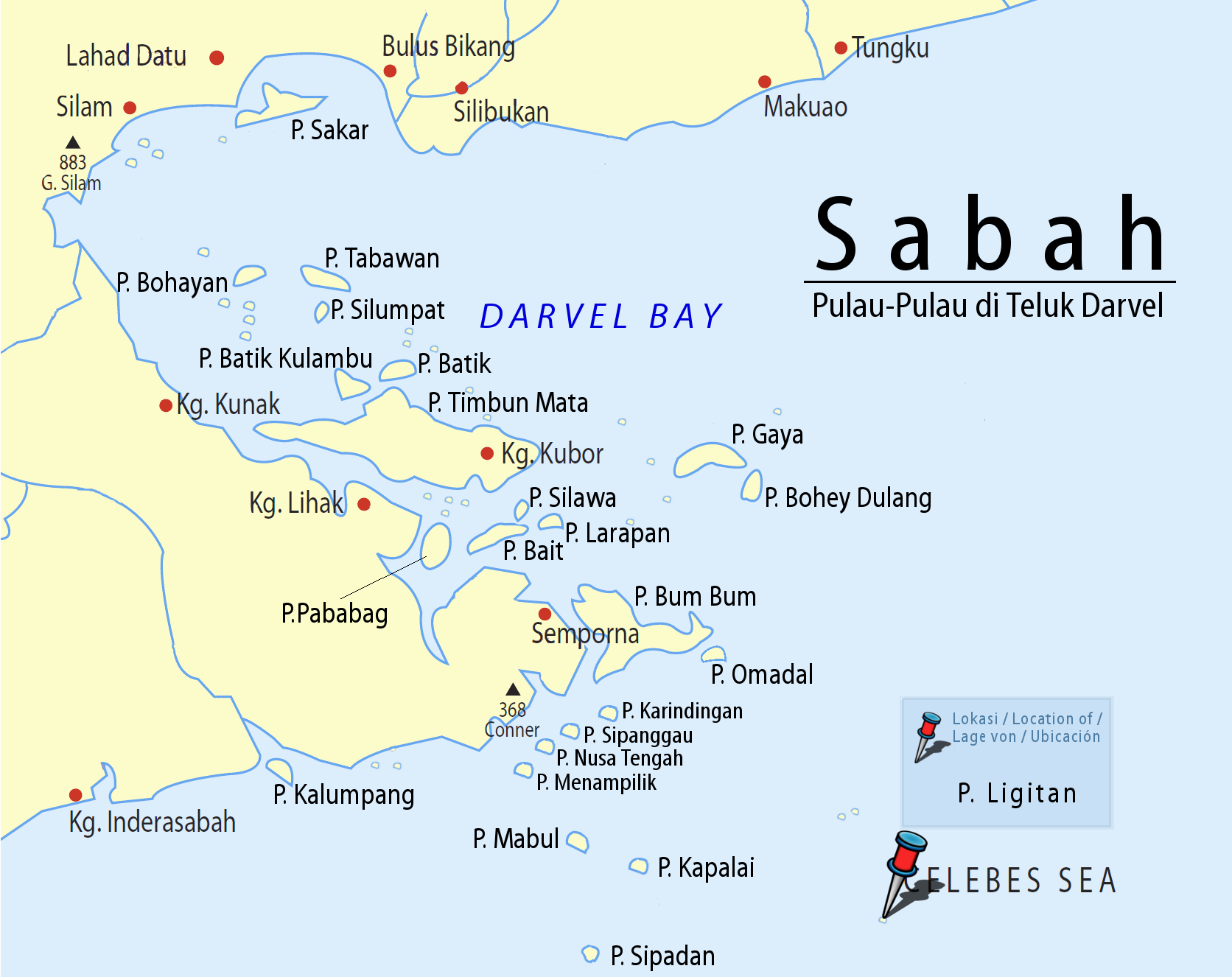
Lage von Pulau Ligitan vor der Ostküste Sabahs. Pulau Sipadan befindet sich westlich davon.

In der jüngsten Vergangenheit waren die Inseln Pulau Ligitan und Pulau Sipadan Auslöser von zwischenstaatlichen Streitigkeiten Malaysias und Indonesiens. Indonesien sprach Malaysia unter Berufung auf die historische Aufteilung von Pulau Sebatik entlang einer Linie 4° 10' nördlicher Breite das Hoheitsrecht über die beiden Inseln ab. Indonesien argumentierte, dass die von der holländisch-britischen Grenzkommission am 17. Februar 1913 festgelegte Linie auch für alle Inseln östlich von Sebatik gelte. Der Internationale Gerichtshof in Den Haag folgte dieser Argumentation jedoch nicht und legte 2002 fest, dass die Inseln der Ligitan-Gruppe zu Malaysia gehören. Als maßgebliche Entscheidungsgründe sahen die Richter dabei die Tatsache an, dass von den Rechtsvorgängern Malaysias, nämlich der North Borneo Chartered Company und später dem Vereinigten Königreich, „über einen langen Zeitraum eine gesetzgebende, administrative und quasi-juristische Funktion ausgeübt wurde“. Diesen Aktivitäten hätten weder Indonesien noch sein Rechtsvorgänger, die Niederlande, jemals widersprochen.
Eine Einmischung der Philippinen in den laufenden Prozess war bereits 2001 vom Gericht mangels „Interesse juristischer Natur“ abgewiesen worden, da kein Grund erkennbar sei, weshalb die Entscheidung über die zwei Inseln die territorialen Ansprüche der Philippinen auf Nordborneo betreffen würde.

### Lahad Datu Standoff
Am 11. Februar 2013 erreichte eine Gruppe von 235 uniformierten und teilweise bewaffneten Filipinos unter Führung von Raja Muda Agbimuddin Kiram, von Simunul, Tawi-Tawi kommend die kleine Ortschaft Tanduo, etwa 135 Kilometer nordöstlich von Lahad Datu. Der Auftraggeber der Gruppe, die sich selbst „Royal Security Forces of the Sultanate of Sulu and North Borneo“ nennt, war Jamalul Kiram III, der sich selbst als rechtmäßiger Thronfolger des Sultanats von Sulu bezeichnet. Der Konflikt endete mit dem Tod von 68 Anhängern des Sultans und Festnahme der Übrigen durch die malaysischen Sicherheitskräfte.

## Übersetzungen der Originaltexte
1. ↑  ... aus unserem freien und hoheitlichen Willen heraus übertragen wir hiermit an Gustav Baron von Overbeck von Hong Kong und Alfred Dent aus London die Rechte und treten hiermit für immer und auf Dauer alle unsere Anrechte und Hoheitsrechte über alle Gebiete und Ländereien die uns auf dem Festland der Insel Borneo tributpflichtig sind, ab beginnend vom Fluss Pandassan an der Westküste und der Maludu-Bucht und sich weiter erstreckend entland der gesamten Ostküste bis zum Fluss Sibuko im Süden, dazu unter anderem gehörend die Gebiete Paitan, Sugut, Bangaya, Labuk, Sandakan, Kina Batangan, Mumiang und all die anderen Territorien und Gebiete die südwärts davon an die Darvel-Bucht angrenzen und bis zum Fluss Sibuko mit allen Inseln innerhalb von drei nautischen Legua vor der Küste.
2. ↑  ... aus unserem freien und hoheitlichen Willen heraus übertragen wir hiermit an Gustav Baron von Overbeck von Hong Kong und Alfred Dent aus London die Rechte und treten hiermit für immer und auf Dauer alle unsere Anrechte und Hoheitsrechte über alle Gebiete und Ländereien die uns auf dem Festland der Insel Borneo tributpflichtig sind, ab beginnend vom Fluss Pandassan an der Westküste und der Maludu-Bucht und sich weiter erstreckend entland der gesamten Ostküste bis zum Fluss Sibuko im Süden, dazu unter anderem gehörend die Gebiete Paitan, Sugut, Bangaya, Labuk, Sandakan, Kina Batangan, Mumiang und all die anderen Territorien und Gebiete die südwärts davon an die Darvel-Bucht angrenzen und bis zum Fluss Sibuko mit allen Inseln innerhalb von neun nautischen Meilen vor der Küste.
3. ↑  Bestätigung der Abtretung von gewissen Inseln